# Carlos Sousa
Carlos Sousa (Almada, 16 gennaio 1966) è un pilota di rally portoghese, specializzato nei rally raid.
Vincitore di una Coppa del mondo rally raid nel 2003.

## Biografia
Vanta 12 partecipazioni al Rally Dakar, otto piazzamenti nella top ten e come miglior risultato un 4º posto nel 2003.

## Palmarès

### Rally Dakar
| Anno | Navigatore  | Mezzo                   | Pos. |
| ---- | ----------- | ----------------------- | ---- |
| 1996 | Laroque     | Mitsubishi Pajero       | 12º  |
| 1997 | Rey         | Mitsubishi Pajero       | 10º  |
| 1998 | Rey         | Mitsubishi Pajero       | 17º  |
| 1999 | Alcaraz     | Mitsubishi Pajero       | 18º  |
| 2000 | Luz         | Mitsubishi Pajero       | Rit. |
| 2001 | Polato      | Mitsubishi Pajero       | 5º   |
| 2002 | Jesus       | Mitsubishi Pajero       | 5º   |
| 2003 | Magne       | Mitsubishi Pajero       | 4º   |
| 2005 | Delli Zotti | Nissan                  | 7º   |
| 2006 | Lurquin     | Nissan                  | 7º   |
| 2007 | Schulz      | Nissan                  | 7º   |
| 2010 | Baumel      | Mitubishi Racing Lancer | 6º   |

### Altri risultati
1999
- al Rally Transibérico su Mitsubishi

2001
- al Rally Transibérico su Mitsubishi

2002
- al Rally Transibérico su Mitsubishi

2003
- al Rally Transibérico su Mitsubishi
- in Coppa del mondo rally raid

2004
- al Rally Transibérico su Mitsubishi
- al Baja España-Aragón